# Cecília Renata d'Habsburg
Arxiduquessa d'Àustria Cecília Renata (en alemany: Cäcilia Renata; polonès: Cecylia Renata; 16 de juliol de 1611 a 24 de març de 1644) va ser Reina de Polònia com consort del rei de la Mancomunitat de Polònia-Lituània Ladislau IV de Polònia.

## Biografia
Cecília Renata fou filla de Ferran II, emperador del Sacre Imperi Romanogermànic, de la Casa Habsburg, i de Maria Anna de Baviera.
Nascuda el 1611 a Graz, es va casar amb Ladislau el 13 de setembre de 1637, i el mateix dia va ser coronada a la Catedral de Sant Joan a Varsòvia. Jove i enèrgica, aviat va començar a organitzar la cort al seu gust. Fou molt popular, sobretot per la seva cortesia un noble va escriure en les seves memòries que ella va insistir a seure a altres dones amb ella, encara que ella era la reina. Va advocar pels Habsburg i el punt en favor dels catòlics de vista i els seus aliats es va unir a la facció pro-Habsburg de canceller Jerzy Ossoliński i pro-catòlics Albrycht Stanislaw Radziwill. Els seus opositors polítics a la cort van esser la facció d'Adam Kazanowski, la influència sobre el rei Ladislau, el seu amic de la infància, van disminuir després del seu matrimoni. Kazanowski es va aliar amb el canceller Gembicki Piotr, que es va convertir així en un dels seus oponents.
La seva influència va ser forta durant els primers 2-3 anys de matrimoni, i ella tenia molt a dir sobre les candidatures reals per importants càrrecs oficials. No obstant això després de 1638/39 quan es va adonar que Ladislau Habsburg estava disposat a donar-li poca ajuda, el seu poder es va esvair, ja que va començar fer cas omís dels seus consells.
Els seus dos fills van morir en la infància (Segimon Casimiro: 1 d'abril de 1640 - 9 d'agost de 1647, Maria Anna Isabella: 8 de gener 1642-1643).
Cecilia Renata va morir el 1644 a Vílnius.

## Galeria

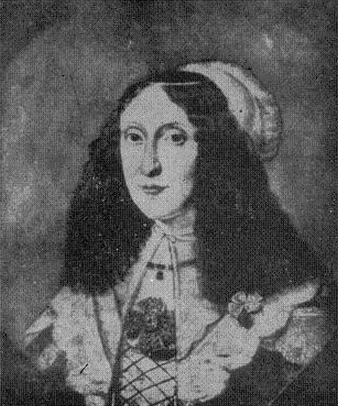
Cecilia Renata Danckerts per Peter de Rij
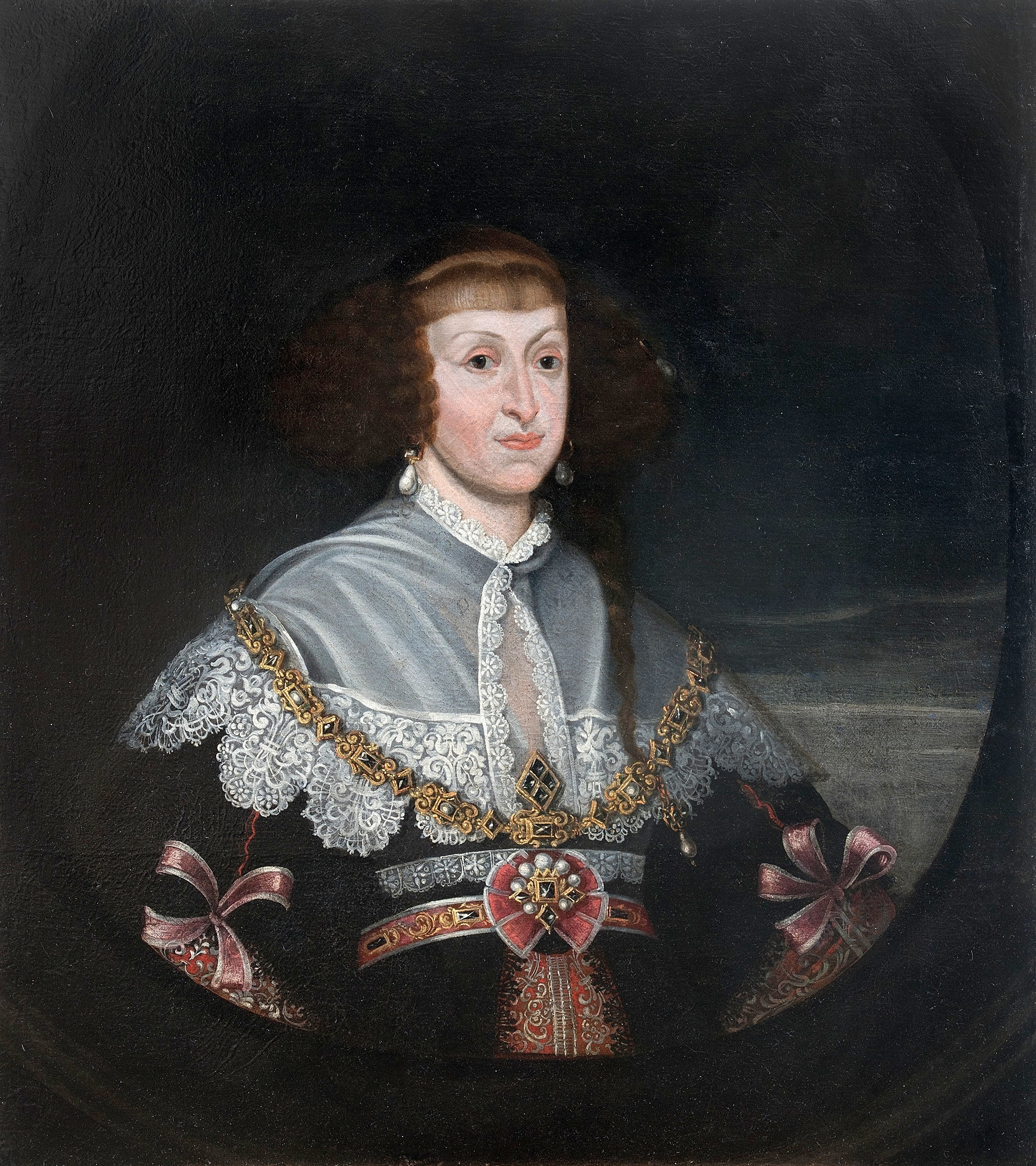
Cecilia Renata, la reina de Polònia per Frans Luycx
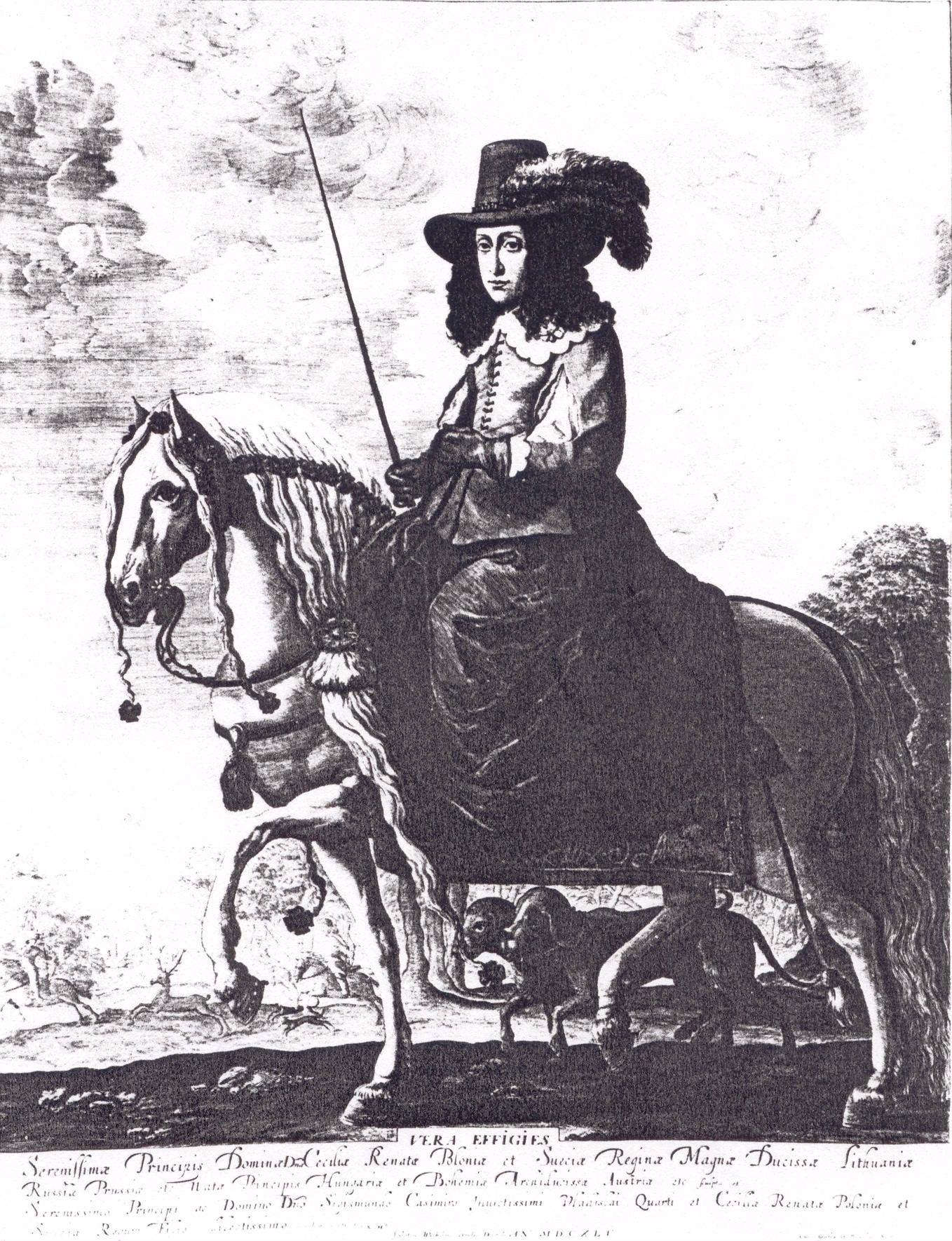
Cecilia Renata a cavall
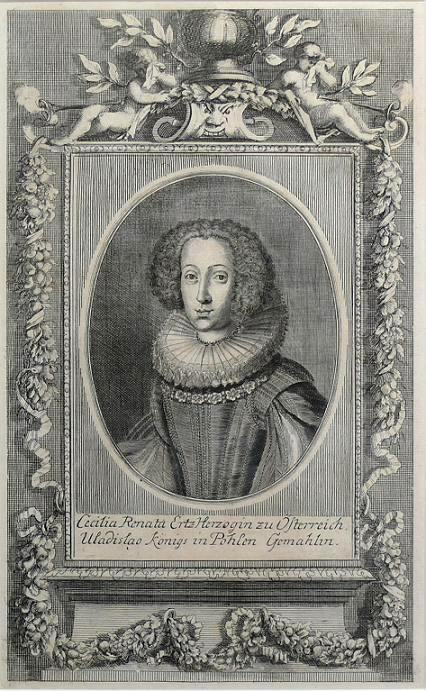
Cecilia Renata amb vestit espanyol